# Teresa Trzeciak
Teresa Trzeciak (ur. 14 października 1941 w Krakowie, zm. 27 grudnia 2019) – polska towaroznawczyni, nauczycielka akademicka, działaczka hospicyjna, współzałożycielka Hospicjum Świętego Franciszka w Katowicach – pierwszego w mieście hospicjum domowego.

## Życiorys

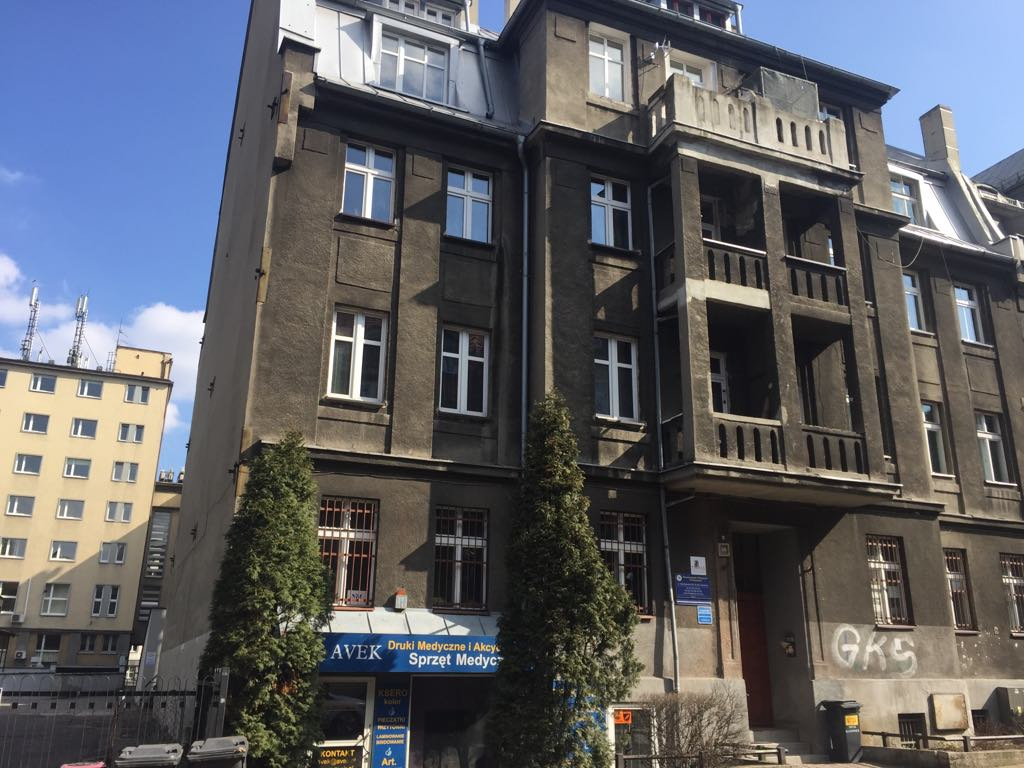
Siedziba Hospicjum Świętego Franciszka w Katowicach (2018)

Urodziła się 14 października 1941 roku w Krakowie w rodzinie Jan Trzeciaka i Krystyny z domu Żelińska.
1 kwietnia 1945 roku zamieszkała w Katowicach. W 1959 roku ukończyła tamtejsze Technikum Ekonomiczne, po czym w latach 1959–1964 studiowała na Wyższej Szkole Ekonomicznej w Krakowie. W latach 1964–1966 była towaroznawczynią w chorzowskiej hurtowni Wojewódzkiego Przedsiębiorstwa Hurtu Spożywczego w Katowicach, w latach 1966–1970 nauczycielką towaroznawstwa i technologii w Technikum Ekonomicznym i Zasadniczej Szkole Handlowej w Sosnowcu, natomiast w latach 1969–1980 pracownikiem naukowo-dydaktycznym w Instytucie Obrotu Towarowego, Wydziału Handlu i Ekonomiki Żywienia Akademii Ekonomicznej im. K. Adamieckiego w Katowicach. 
Od 1980 roku była członkinią Rady Zakładowej Związku Nauczycielstwa Polskiego oraz NSZZ „Solidarność”, a także w funkcjonującym przy Diecezjalnym Duszpasterstwie Akademickim Caritas Academica. W latach 1980–2000 była kierownikiem dziekanatu Wydziału Zarządzania Akademii Ekonomicznej im. K. Adamieckiego w Katowicach, a w latach 2000–2011 pracowała w dziekanacie Wyższej Szkoły Bankowości i Finansów w Katowicach.
Była współzałożycielką pierwszego w Katowicach hospicjum domowego. W 1989 roku przejęła oficjalnie obowiązki organizacyjne w Hospicjum Świętego Franciszka w Katowicach, powstałego z inicjatywy ks. Eugeniusza Dutkiewicza. Przewodniczyła mu przez trzy kadencje, w latach 1994–2004. Działała w hospicjum do końca swego życia jako wolontariuszka niemedyczna.
Zmarła 27 grudnia 2019 roku. Mszę św. żałobną odprawiono 2 stycznia 2020 roku w kościele akademickim w krypcie Archikatedry Chrystusa Króla w Katowicach, a jej ciało przekazano dla celów naukowych Śląskiemu Uniwersytetowi Medycznemu w Katowicach. Jej prochy spoczęły w kolumbarium Parku Pamięci w Rudzie Śląskiej.

## Nagrody i wyróżnienia
- Brązowy Krzyż Zasługi[3]
- Krzyż Kawalerski Orderu Odrodzenia Polski (1999)[2][8]
- Nagroda im. bł. ks. Emila Szramka (2014)[3][9]
- Złota Odznaka ZNP[2]
- Złoty Krzyż Zasługi[3]

## Upamiętnienie
- Tablica pamiątkowa poświęcona Teresie Trzeciak w kościele akademickim w krypcie archikatedry Chrystusa Króla w Katowicach (2022)[4]